# آرادو آر ۱۹۶
آرادو آر ۱۹۶ یک هواگرد تک‌باله تک‌موتوره دوسرنشین از نوع شناسایی ناو پایه ساخت شرکت آرادو در آلمان بود که نخستین پروازش را در ماه مه ۱۹۳۷ انجام داد. آر ۱۹۶ برای سال‌ها هواگرد استاندارد کریگس‌مارینه، نیروی دریایی رایش سوم بود که در جریان جنگ جهانی دوم در تمامی پهنه‌های آبی عمده اروپایی، در ماموریت‌های شناسایی، بمباران سبک، ضدزیردریایی و گشت ساحلی به کار گرفته شد.

## طراحی و توسعه
کریگس‌مارینه سال ۱۹۳۳ به دنبال یک هواگرد استاندارد شناسایی ناو پایه بود. در ابتدا وزارت هوانوردی رایش هواگرد دوباله هاینکل هائی ۶۰ را بدین منظور برگزید. سال ۱۹۳۵ پس از به‌کارگیری در میدان‌های نبرد در جنگ داخلی اسپانیا و با عیان شدن ضعف نسبی هائی ۶۰ به خصوص در زمینه سرعت پایین و تسلیحات ناکافی، وزارت هوانوردی سفارش ساخت جانشین این هواگرد را به شرکت هاینکل ارسال کرد. نتیجه این سفارش هواگرد یک‌ونیم‌باله‏ هاینکل هائی ۱۱۴ بود. گذر زمان نشان داد عملکرد این هواگرد تنها اندکی بهتر از نمونه پیشین است. طراحی پیش‌نمونه‌های دیگر برای هائی ۱۱۴ نیز کارگشا واقع نشد. در نتیجه لوفت‌وافه با نشان دادن بی‌علاقگی، هواگردهای تولید شده از این مدل را به کشورهای خارجی صادر کرد.
ماه اکتبر سال ۱۹۳۶ کریگس‌مارینه مجدداً خواهان جایگزینی برای هواگرد ناو پایه خود شد. در سفارش ارسالی بر دوسرنشین بودن، استفاده از موتور ب‌ام‌و ۱۳۲کا با توان ۹۶۰ اسب بخار و طراحی دو نسخه ارابه فرود دو تکه در اطراف بدنه و ارابه فرود یک‌تکه در مرکز بدنه تأکید شد. شرکت‌های دورنیه، گوتا، آرادو و فوکه-وولف آمادگی خود برای شرکت در رقابت انتخاب این هواگرد را اعلام کردند. هاینکل با تأکید بر توانایی و امکان ارتقا هاینکل ۱۱۴ از ارائه مدل جدید خودداری نمود.
به جز هواگرد تک‌باله آرادو، تمامی شرکت‌های دیگر از پیکربندی سنتی دوباله در هواگردهای مورد ارائه خود استفاده کردند. این مسئله به هواگرد آرادو مزیت قابل ملاحظه‌ای می‌بخشید. وزارت هوانوردی با علاقه‌مندی به طرح آرادو سفارش چهار پیش‌نمونه از آن را داد. این وزارت‌خانه با توجه به حضور عناصر محافظه‌کار که همچنان هواگردهای دوباله را به نمونه‌های تک‌باله ترجیح می‌دادند، جهت حفظ جانب احتیاط سفارش دو پیش‌نمونه فوکه-وولف اف‌و ۶۲ را به عنوان مدل ذخیره نیز داد.
پیش‌نمونه‌های آرادو تحت عنوان آرادو آر ۱۹۶ تابستان سال ۱۹۳۷ به وزارت هوانوردی تحویل داده شد. دو فروند از این پیش‌نمونه‌ها (فاو-۱ و فاو-۲ - شماره کارخانه: ۲۵۸۹ و ۲۵۹۰) دارای ارابه فرود دو تکه (مدل آ) و دو فروند دیگر (فاو-۳ و فاو-۴ - ش.ک. ۲۵۹۱ و ۲۵۹۲) دارای ارابه فرود یک‌تکه (مدل ب) بودند. تمامی این هواگردها با عنوان هواگرد غیرنظامی ثبت شدند. این هواگردها از موتور ب‌ام‌و ۱۳۲ده‌سی با توان ۸۸۰ اسب بخار و ملخ دو تیغه استفاده می‌کردند. تنها تفاوت مشهود بین فاو-۱ و فاو-۲ حذف شاخک تعادل از بالای سکان و مقداری افزایش مساحت تثبیت‌گر عمودی دُم بود. بر فاو-۱ بعداً ملخ سه‌تیغه با سرعت ثابت نصب شد که به استاندارد این مدل بدل گشت. فاو-۲ و فاو-۳ به‌جز تفاوت ارابه فرود، مشابه یکدیگر بودند. بر فاو-۴ شناورهای تثبیت‌گر آب‌لغزتر نصب و پایه‌های شناورها ساده‌تر شد. فاو-۴ نخستین نمونه بود که به تسلیحات شامل یک توپ خودکار ۲۰ میلی‌متری ام‌گه/اف‌اف در هر بال، یک مسلسل ۷٫۹۲ میلی‌متری ام‌گه ۱۷ در سمت راست دماغه و یک محفظه کوچک جهت حمل یک بمب ۵۰ کیلوگرمی در زیر هر بال مجهز شد. فاو-۱ تابستان سال ۱۹۳۷ نخستین بار به پرواز درآمد؛ درحالی‌که به هوا برخاستن هواگرد فوکه-وولف تا اواخر ماه اکتبر به طول انجامید. هر چهار هواگرد آرادو در سال‌های ۱۹۳۷ و ۱۹۳۸ در تراومونده مورد آزمایش قرار گرفتند. هر دو نسخه عملکرد خوبی از خود نشان دادند و هیچ‌یک بر دیگری مزیت نداشت. آرادو یک پیش‌نمونه دیگر (فاو-۵) از مدل ب برای آزمایش تحویل داد. در نهایت، با توجه به پیش‌بینی مقاومت بیشتر ارابه فرود یک‌تکه در مقابل هوا، مدل با ارابه فرود دو تکه جهت تولید برگزیده شد. با انتخاب هواگرد آرادو، قرارداد فوکه-وولف لغو شد.
آر ۱۹۶ یک هواگرد بال‌پایین بود که ساختاری تمام‌فلزی از جمله در بال‌ها، سطوح هدایت دم و شناورها داشت. بخش جلوی بدنه پوشش آلومینیومی و مابقی سطوح سکان و برآافزاها، پوشش پارچه‌ای داشت. ساختار بال‌ها شامل دو تیرک اصلی و ۳۲ تیغه فرعی می‌شد. با جدا کردن نسبتاً سریع اتصالات، امکان جمع شدن بال‌ها به سمت عقب وجود داشت. در این حالت روی بال‌ها با میله‌های کمکی به سقف بدنه وصل می‌شد. شناوری هواگرد بر روی آب توسط دو شناور آلومینیومی قابل تعویض، هر یک با ظرفیت ۲٬۷۵۰ لیتر، تأمین می‌شد. داخل هر شناور یک مخزن سوخت ۳۰۰ لیتری بود تا پایداری در آسمان بیشتر و مدت‌تر عملیات‌های شناسایی طولانی‌تر شود؛ به‌وجهی که هواگرد را قادر می‌ساخت تا چهار ساعت به پرواز ادامه دهد. علاوه بر این هر شناور محفظه‌ای برای مهمات و توشه اضطراری داشت که بالا و پایین باز می‌شد. خدمه هواگرد شامل خلبان و دیده‌بان/تیربارچی دم می‌شد که دومی رو به عقب می‌نشست. صندلی دیده‌بان روی یک ریل جابه‌جا و در سه حالت تثبیت می‌شد. بخش پشتی آسمانه از جنس پلکسی‌گلاس، باز بود. در مدل اولیه آسمانه قسمت مربوط به مشاهده‌گر کاملاً بسته می‌شد. در مدل خط تولید این امکان وجود نداشت اما طراحی به گونه‌ای بود که بادگیرها شرایط مناسبی ایجاد می‌کردند و هدف‌گیری با تیربار دم راحت‌تر بود. با توجه به نبود مخزن سوخت داخل بدنه، دو جایگاه نزدیک یکدیگر بود.
ده فروند از مدل آر ۱۹۶آ-۰ به عنوان پیش‌تولید ماه‌های نوامبر و دسامبر سال ۱۹۳۸ در کارخانه وارنمونده تولید و تحویل کریگس‌مارینه شد. پنج فروند خشکی‌نشین دیگر با همان خصوصیات به یگان‌های مستقر در خشکی تحویل گردید. ماه ژوئن سال ۱۹۳۹ پس از تأیید نهایی و آغاز رسمی خط تولید، بیست فروند آر ۱۹۶آ-۱ مجهز به ابزار پرتاب از منجنیق هواگرد، برای تجهیز ناوهای کریگس‌مارینه تولید شد. در این مدل تسلیحات جلو حذف و یک مسلسل ۷٫۹۲ میلی‌متری ام‌گه ۱۵ با هفت خشاب ۷۵ گلوله‌ای در قسمت تیربارچی دم تعبیه گردید. موتور نهایی ب‌ام‌و ۱۳۲کا با ملخ سه تیغه برای این مدل برگزیده شد. موارد عملیاتی بیشتری در این مدل وجود داشت که شامل محفظه‌های بزرگ دودزا در شناورها، جیره اضطراری و مهمات اضافه می‌شد.
از ماه نوامبر سال ۱۹۳۹ خط تولید وارنموده به مدل جدید آر ۱۹۶آ-۲ هواگرد خشکی‌نشین تغییر کرد. در این مدل، همانند فاو-۴، محفظه‌ای زیر بال‌ها هر یک برای یک بمب ۵۰ کیلوگرمی، دو توپ خودکار ام‌گه/اف‌اف در بال‌ها و یک مسلسل ام‌گه ۱۷ در سمت راست بدنه به عنوان تسلیحات تهاجمی تعبیه گردید. این مسئله موجب افزایش وزن خالی و بارگذاری‌شده هواگرد می‌شد اما هدایت آن را سخت نکرد. به هر صورت تعداد اندکی از مدل آر۱۹۶آ-۲ تولید شد. مدل آر ۱۹۶آ-۴ با بدنه تقویت‌شده، یک بی‌سیم بیشتر و ملخ جدید ماه دسامبر سال ۱۹۴۰ جایگزین گردید. در نمونه‌های بعدی نیز بدنه بیش از پیش تقویت و از مسلسل ام‌گه ۸۱ در جایگاه تیربارچی دم استفاده شد. سال ۱۹۴۰ مجموعاً ۹۸ فروند از جمله ۲۴ فروند آر ۱۹۶آ-۴ تحویل کریگس‌مارینه گردید. مدل آر ۱۹۶آ-۳ سال ۱۹۴۱ به صورت ارتقا یافته از منظر آیرودینامیکی و با تجهیزات بیشتر طراحی شد. آر ۱۹۶آ-۳ مدل اصلی تولید بود. سال‌های ۱۹۴۱ و ۱۹۴۲ مجموعاً ۱۹۱ فروند از این مدل تولید شد. کارخانه فرانسوی سنکا در سن نزر نیز ۲۳ فروند از آن تولید کرد. مدل آر ۱۹۶آ-۵ سال ۱۹۴۳ با دو مسلسل ام‌گه ۸۱ست با عملکردی بهتر و نواخت تیر بالاتر در قسمت پشت طراحی گردید. بی‌سیم و سایر تجهیزات اتاقک خلبان در این مدل ارتقا یافت. تولید این مدل تا ماه مارس سال ۱۹۴۴ در وارنموده ادامه داشت. شرکت فوکر در آمستردام نیز در عرض یک سال تا ماه اوت سال ۱۹۴۴ مجموعاً ۶۹ فروند از آن تولید کرد.
برنامه‌ای نیز برای تولید آر ۱۹۶سی وجود داشت که هیچگاه عملیاتی نشد.
پیش از پایان تولید در ماه اوت ۱۹۴۴، مجموعاً ۵۴۱ فروند (شامل ۱۵ پیش‌نمونه) از آر ۱۹۶ تولید شد که نزدیک به ۱۰۰ فروند از آن‌ها را شرکت‌های هواگردسازی دیگر تولید کردند.  آر ۱۹۶ آخرین هواگرد رزمی آب‌نشین تولید شده در اروپا به حساب می‌آید.

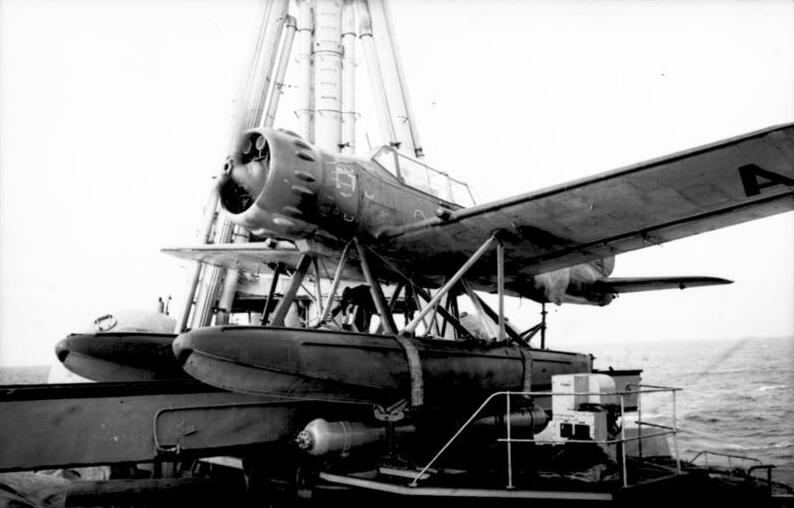

## تاریخچه عملیاتی

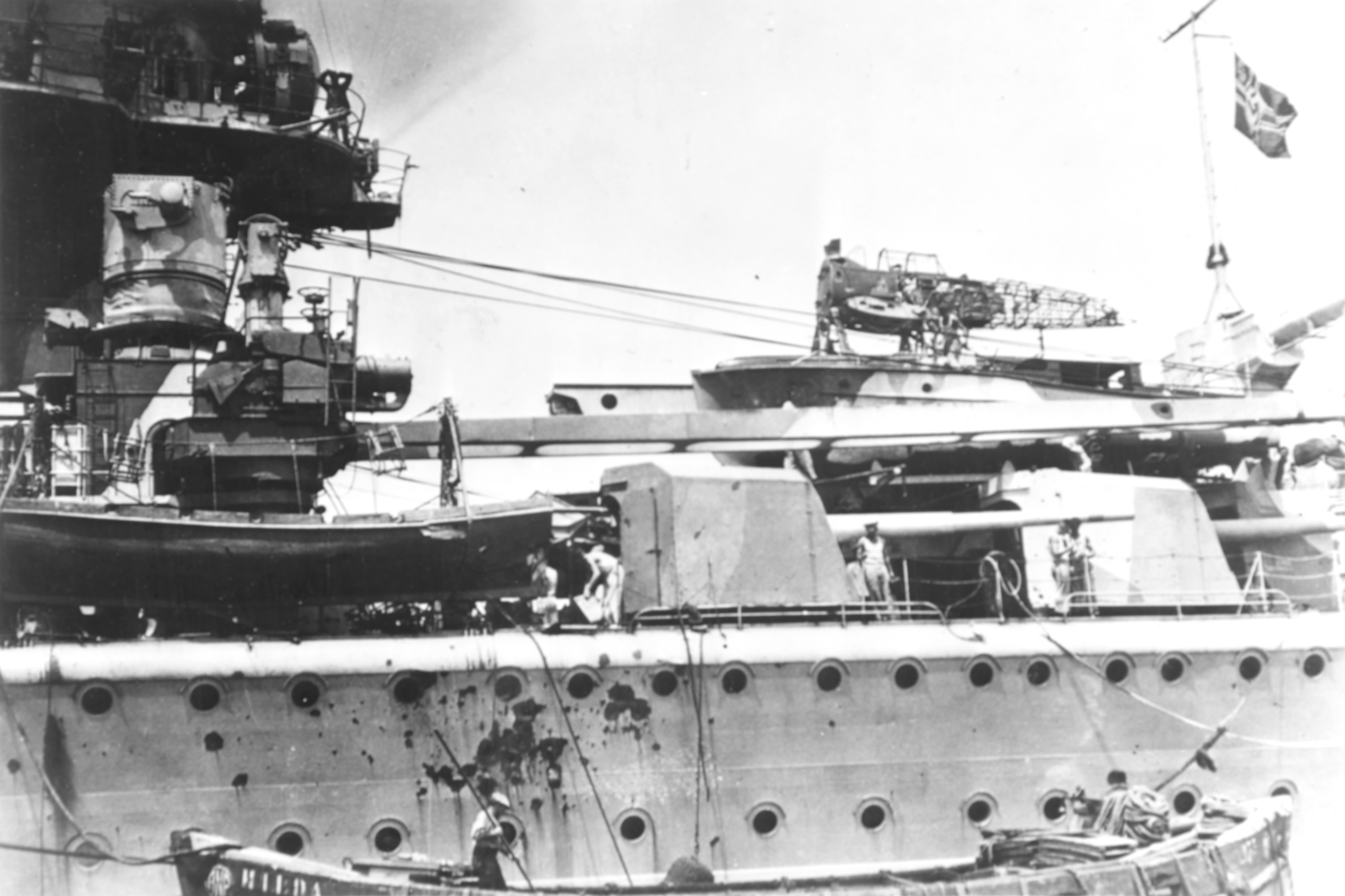
آرادو آر ۱۹۶

این هواگرد به عنوان هواگرد اصلی کریگس‌مارینه به دلیل عملکرد مناسب و قابلیت هدایت‌پذیری بالا در آسمان و بر روی آب، از همان ابتدا به شدت مورد علاقه بسیاری از خلبانان بود. اتکاپذیری بسیار خوبی داشت و با وجود پیکربندی بال‌پایین میدان دید خوبی به خلیان ارائه می‌کرد.
آرادو آر ۱۹۶ به صورت گسترده تقریباً در تمامی جبهات جنگ جهانی دوم از جمله در دریای بالتیک، دریای سیاه، مدیترانه، کانال مانش و شبه‌جزیره بالکان مورد استفاده قرار گرفت. نخستین یگان‌هایی که به آر ۱۹۶ مجهز شدند اسکادران‌های ۱ و ۵ گروه عرشه ۱۹۶ بودند. آر ۱۹۶ نخستین بار ماه اوت سال ۱۹۳۹ بر عرشه ناو آدمیرال گراف اشپی جهت حمله به شناورهای تجاری دشمن از بندر ویلهمسهافن، عملیات دریایی خود را آغاز کرد. در طول دوره چهارماهه حضور این ناو در اقیانوس اطلس جنوبی، آر ۱۹۶ به عنوان هواگرد شناسایی نقش چشمان ناو را بازی می‌کرد و تقریباً تمامی قربانی‌های این ناو توسط آن ردیابی شدند. نبردناوهای کریگس‌مارینه تا پایان سال ۱۹۳۹ به حداکثر چهار فروند از هواگردها جهت مقاصد شناسایی مجهز شدند. برخی ناوها و کشتی‌های تجاری مسلح نیز از آن بر عرشه خود داشتند. این هواگرد می‌توانست به کمک سقف پروازی خود موقعیت شناورهای دشمن را صدها کیلومتر دورتر به کمک تجهیزات رادیویی به ناو مادر گزارش دهد.
روز ۵ ماه مه سال ۱۹۴۰ دو فروند آر ۱۹۶آ-۲ مستقر در آلبور با شناسایی و حمله به زیردریایی بریتانیایی سیل که در حال مین‌ریزی تنگه کاتگات بر اثر برخورد با یکی از مین‌های خود آسیب دیده بود، آن را مجبور به تسلیم کردند و موجب اسارت خدمه زیردریایی شدند.
با عدم اقبال آلمان در سطح دریا و تمرکز بر او-بوت‌ها، این هواگرد خدمت خود را در کریگس‌مارینه به صورت خشکی‌پایه در سواحل در قالب عملیات‌های شناسایی و ضد زیردریایی ادامه داد. با این حال که آر ۱۹۶ در حد یک جنگنده نبود اما بهتر از هم‌نوعان خود در نیروهای دشمن می‌توانست با بمب‌افکن‌های دشمن درگیر شود و با آن‌ها مقابله کند. از این هواگرد جهت صورت دادن وظایف دیگری همچون گشت ساحلی، عملیات نجات دریایی و حتی ارسال عناصر خودی پشت خطوط دشمن نیز استفاده می‌شد.
با توجه به عملکرد خوب آن در سطح آب، نیروی هوایی فنلاند برای رساندن تدارکات به نیروهای ویژه خود پشت خطوط دشمن، فرود در دریاچه‌های کوچک در مناطق دور افتاده و حتی حمل چند سرباز کاملاً مسلح از آن استفاده کرد. اوایل سال ۱۹۴۰ دو فروند آر ۱۹۶ توسط کشتی‌های تجاری تور و میشل برای استفاده امپراتوری ژاپن به مالزی تحت سلطه این کشور منتقل شد و در عملیات‌های پشتیبانی از نیروی دریایی امپراتوری ژاپن حضور پیدا کرد. تعدادی از این هواگردها به شکل محدود در رومانی و بلغارستان به عنوان متحدان آلمان نیز استفاده شدند.

## در خدمت متفقین
نخستین آر ۱۹۶ که به دست متفقین افتاد یک فروند از این هواگرد بود که در روز ۸ آوریل سال ۱۹۴۰ در سواحل غربی نروژ توسط نیروهای مسلح این کشور به غنیمت گرفته شد. هواگرد به غنیمت گرفته شده در اختیار نیروی دریایی نروژ علیه مالکان سابق خود به کار برده شد. با سقوط زود هنگام نروژ و سلطه آلمانی‌ها بر آن، این هواگرد توسط نیروی دریایی نروژ به بریتانیا منتقل شد و نهایتاً هنگامی انتقال آن به پایگاه نیروی دریایی بریتانیا در هلنزبرو جهت انجام آزمایش روی آن، با خلبانی یک بریتانیایی سقوط کرد.
چندین فروند آر ۱۹۶ و انبارهای قطعات یدکی آن در سواحل دریای بالتیک در سال‌های ۱۹۴۴ و ۱۹۴۵ به غنیمت نیروی‌های ارتش سرخ شوروی درآمد. پس از انجام تعمیرات و جایگزینی تجهیزات رایویی داخلی، ۳۷ فروند از این هواگردها تا سال ۱۹۵۵ در سواحل دریای بالتیک، دریای سیاه و اقیانوس آرام در عملیات‌های مرزبانی شوروی به کار گرفته شد.

## هواگردهای باقیمانده
تنها سه فروند از هواگردهای آر ۱۹۶ تا به کنون باقی مانده‌اند که یک فروند آن در موزه‌ای در بلغارستان و دو فروند دیگر در موزه‌های دیگری در ایالات متحده هستند.

## کاربران

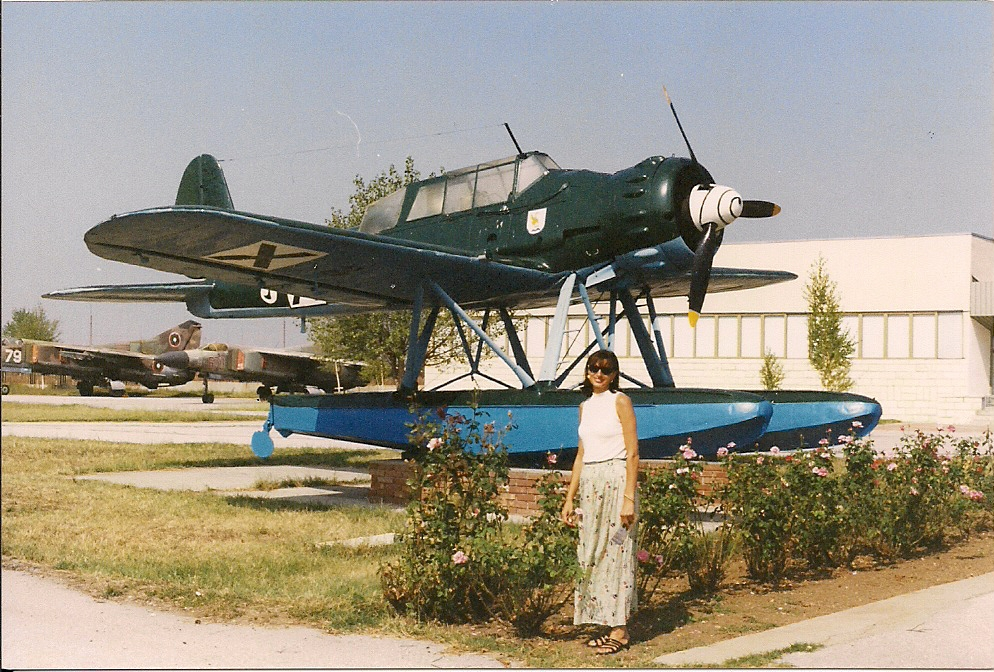
آر ۱۹۶ بلغارستانی

- کریگس‌مارینه و لوفت‌وافه
- نیروی هوایی بلغارستان
- اتحاد جماهیر شوروی نیروی مرزبانی شوروی
- نیروی دریایی رومانی
- نیروی هوایی فنلاند
- نیروی دریایی نروژ و نیروی هوایی نروژ (غنیمتی)

## مشخصات فنی
آر ۱۹۶ آ-۳:
مشخصات عمومی
- خدمه: ۲ نفر (یک خلبان و یک تیربارچی/مشاهده‌گر/بیسیم‌چی[۸])
- طول: ۱۱ متر
- طول بال: ۱۲٫۴ متر
- ارتفاع: ۴٫۴۵ متر
- مساحت بال: ۲۸٫۴ متر مربع
- وزن خالی: ۲٬۵۷۲ کیلوگرم
- حداکثر وزن هنگام برخاستن: ۳٬۳۰۳ کیلوگرم
- نیرومحرکه: یک موتور شعاعی پیستونی ۹ سیلندر ب‌ام‌و ۳۱۲کا خنک‌شونده با هوا: ۹۶۰ اسب بخار هنگام برخاستن، ۸۲۰ اسب بخار در ۱۰۰۰ متری
- ملخ: دو تیغه فلزی با گام متغیر

عملکرد
- حداکثر سرعت: ۳۱۲ کیلومتر بر ساعت در ۱٬۰۰۰ متری
- پایاسیر: ۲۶۷ کیلومتر بر ساعت
- برد: ۸۰۰ کیلومتر
- سقف پرواز: ۷۰۰۰ متر
- سرعت اوج‌گیری: ۴۱۴ متر بر دقیقه در ابتدای پرواز
- نسبت توان به وزن: ۰٫۱۶۷ کیلووات بر کیلوگرم

تسلیحات
- ۱ × مسلسل ثابت ام‌گه ۱۷ با کالیبر ۷٫۹۲ میلی‌متر در دماغه: ۵۲۵ فشنگ
- ۱ × مسلسل متحرک ام‌گه ۱۵ با کالیبر ۷٫۹۲ میلی‌متر برای تیربارچی دم
- ۲ × توپ خودکار ثابت ام‌گه اف‌اف با کالیبر ۲۰ میلی‌متر در بال‌ها: ۶۰ گلوله برای هر یک
- ۲ × بمب ۵۰ کیلوگرمی اس‌سی در زیر بال‌ها